# Novomoskovsk, Ryssland

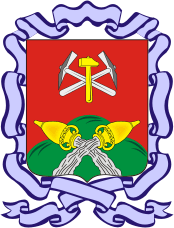
Stadens vapen.

Novomoskovsk (ryska Новомоско́вск) är den näst största staden i Tula oblast i Ryssland. Folkmängden uppgick till 127 214 invånare i början av 2015, inklusive Sokolniki som var en egen stad fram till 2008.